# Cyathea poeppigii
Cyathea poeppigii är en ormbunkeart som först beskrevs av William Jackson Hooker, och fick sitt nu gällande namn av Karel Domin. Cyathea poeppigii ingår i släktet Cyathea och familjen Cyatheaceae. Inga underarter finns listade.